# Nouilles kadaif

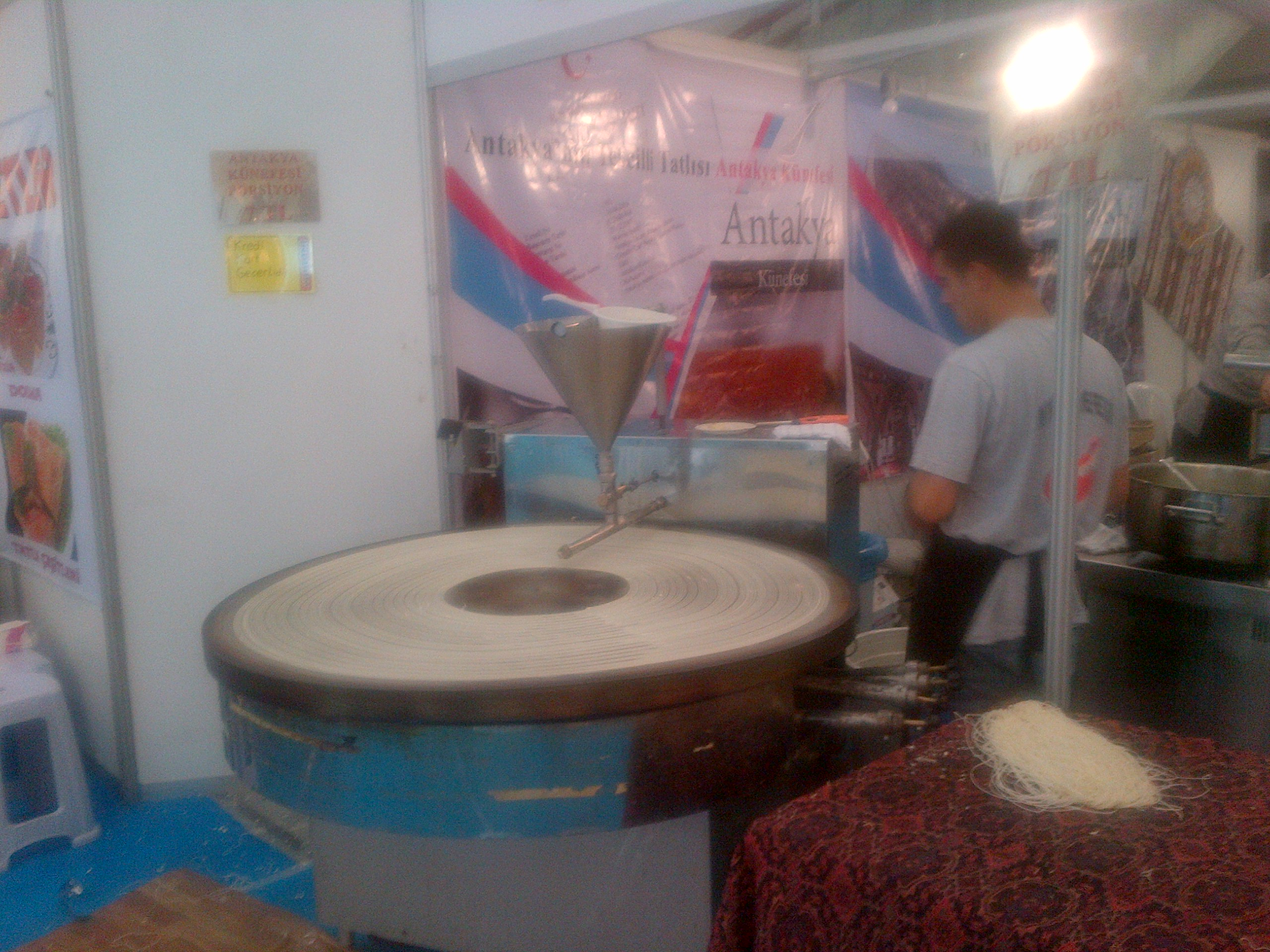
Fabrication de nouilles kadaif en Turquie.

Les nouilles kadaif sont un type de nouilles fines moyen-orientales. Elles sont faites exclusivement de farine de blé et d'eau qui est versée à travers un tamis sur un plateau de cuisson en métal chaud. Ces nouilles, très fines et qui ressemblent à des vermicelles ou à des cheveux d'ange, sont utilisées au Moyen-Orient et autour de la Méditerranée pour préparer certains desserts tels que le kenafeh et le baklava. Ces nouilles sont utilisées pour réaliser le chocolat de Dubaï.